# پرنده اسکاتلندی (فیلم)
پرنده اسکاتلندی (به انگلیسی: The Flying Scotsman) نام یک فیلم ورزشی-درام محصول انگلستان ساخته ۲۰۰۶ است. این فیلم برداشتی از برهه‌ای از زندگی گریم اوبری، دوچرخه سوار اسکاتلندی است که توانست برای دو مرتبه عنوان قهرمانی رکورد یک ساعته مسابقات دوچرخه‌سواری را از آن خود کند.
مراحل ساخت فیلم از سال ۲۰۰۲ و با ملاقات جانی لی میلر و گریم اوبری آغاز شد.